# Matias Olímpio
Matias Olímpio este un oraș în Piauí (PI), Brazilia.